# أحمد جابر (سياسي)
أحمد مصطفى جابر (1969-2023) هو كاتب وسياسي فلسطيني من مواليد عمان الأردنية، وتعود أصوله إلى بلدة إذنا في الخليل. حاصل على شهادة البكالوريوس في علم النفس التربوي من جامعة دمشق في سوريا. كان عضوًا في اتحاد الكتّاب والصحفيين الفلسطينيين، حيث كتب عن الصراع العربي-الإسرائيلي، ونشر العديد من الدراسات والمقالات في عدد من الصحف والمجلات الإلكترونية والورقية في فلسطين وخارجها، وتحديدًا في مجلة الهدف الناطقة باسم الجبهة الشعبية لتحرير فلسطين التي بدأ الكتابة فيها منذ عام 2003 حتى وفاته عام 2023، شغل فيها مناصب عدة منها سكرتير تحرير، ثم مسؤول الصفحة الثقافية فيها، ثم محرر منفّذ حتى وفاته في 20 إبريل 2023 بسبب أزمة قلبية حادة.

## عمله السياسي
أثناء الانتفاضة الأولى التحق جابر بالجبهة الشعبية لتحرير فلسطين، وأتم عدة دورات عسكرية منها دورة قادة السرايا في الكلية العسكرية في ليبيا، ثم انضم لعناصر المقاومة الفلسطينية المسلحة في لبنان، وشارك في مهام قتالية على حدود فلسطين، خصوصًا في جنوب لبنان والبقاع، وعمل في معسكرات درعا ومخيم اليرموك. وفي مدينة دمشق عمل في مكتب جورج حبش الأمين العام السابق للجبهة الشعبية، ثم انتظم في الشبيبة التابعة للجبهة وحرر مجلتها، وعمل في منتدى غسان كنفاني. اختير ليكون عضوًا في اللجنة المركزية للجبهة في سوريا، ثم أصبح من قياداتها، وقد اضطر لمغادرتها بعد اندلاع أحداث الربيع العربي فيها، فانتقل إلى مصر وعاش فيها، ثم غادرها ليستقر في إسطنبول أخيرًا.

## مؤلفاته
صدر له عدة كتب منها:
- اليهود الشرقيون في إسرائيل: جدل الضحيّة والجلاّد، صدرت عن مركز الإمارات للدراسات والبحوث الاستراتيجية في أبو ظبي عام (2004).[4]
- بيان من أجل المرأة: ضدّ العنف والتمييز صدر عن دار كنعان في دمشق عام (2005).[5]
- اللاجئون الفلسطينيون الشباب: الحاجات ـ الهوية ـ المشاركة صدر عن دار كنعان في دمشق عام (2006).[6]
- رواية بعنوان: قلعة الحارثي، صدرت عن أوراق للنشر والتوزيع في الإمارات عام (2016).[7]